# Jacques Joseph Ducarne de Blangy
Jacques Joseph Ducarne de Blangy (ou Ducarne-Blangy) est un agronome et un inventeur français né le 11 décembre 1728 à Hirson et décédé le 18 avril 1808 à Péronne.
Bien que connu pour son activité d'apiculture et il est surtout l'inventeur de la bombe de sauvetage.

## Agronome

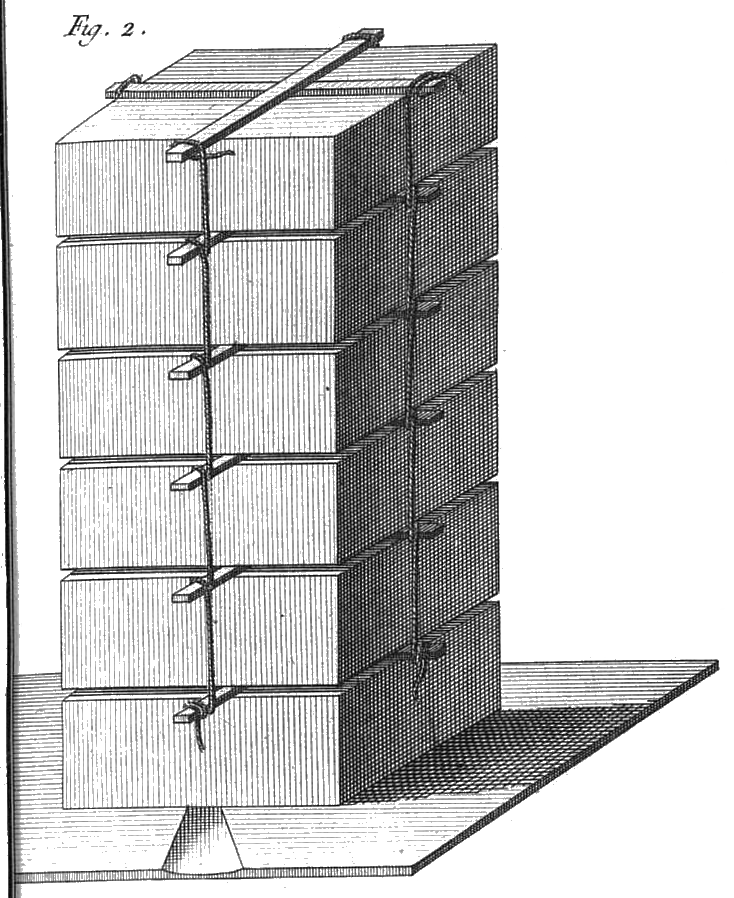
Ruche de Ducarne de Blangy.

Quelques ruches placées dans son domaine de Blangy à Hirson lui ont fait naître l'idée de s'occuper sérieusement des abeilles. Leur éducation devint son étude favorite. Il publia un ouvrage utile, sous les auspices du prince de Condé, fruit de ses observations et de son expérience. Il a pour titre Traité de l'éducation économique des Abeilles. Deux éditions prouvent l'accueil qu'il reçut du public.
Il donna encore deux autres ouvrages qui ne furent pas sans intérêt pour les cultivateurs : Méthode pour détruire les taupes et Méthode pour recueillir les grains dans les années pluvieuses, et les empêcher de germer.
Il fut désigné par le ministre Henri Bertin pour être l'un des premiers membres de la Société d'agriculture établie dans le soissonnais, et fit partie du bureau de Laon, plus rapproché de son domicile.

## Inventeur
Il imagina un moyen de venir au secours des naufragés de bateaux en perdition. Il trouva la possibilité de diriger sur les bâtiments, à proximité de la côte, des vivres et des cordages.
Au mois de septembre 1791, il fit une première expérience de ce moyen à La Fère, en présence des amiraux Rosily et de Missiessy, et rendit compte de sa réussite dans une lettre à l'assemblée nationale. Plus tard, il montra que ce moyen pouvait être employé avec succès pour secourir les malheureux qui se trouvaient enfermés dans des bâtiments incendiés. Il répéta ses expériences le 7 juillet 1799 à Meudon, et développa peu de temps après ses vues dans un mémoire accompagné de planches. Son invention reçu un succès entier.
En 1801, à plus de 70 ans, Ducarne de Blangy publia une brochure in-8° avec ce titre: A la Marine française, ou moyen propre à sauver les équipages d'une partie des vaisseaux qui viennent échouer et périr à la côte par les naufrages. Cette brochure, qui ne fit alors aucune sensation, est aujourd'hui introuvable. Cependant, on lit dans le Bulletin de la Société d'encouragement que l'auteur avait proposé successivement de lancer un cordeau de sauvetage:
- 1° avec une bombe;
- 2° avec une fusée volante de terre à bord;
- 3° avec cette même fusée volante de bord à terre;

Il essaya vainement de faire prévaloir son invention au prix de toute sa fortune. Elle fut appliquée après les travaux de Henri-Gustave Delvigne et César François Adolphe d'Houdetot.
Mais si Ducarne eut le mérite complet de la pensée première et de son application, un autre en a eu tout l'honneur, le capitaine George William Manby, de la marine anglaise.

## Échanges avec Voltaire
Témoin des effets déplorables que produisaient, selon lui, les écrits contre la religion catholique, il adressa successivement à Voltaire trois lettres au sujet de l'Évangile du jour, recueil de pamphlets sortis de sa plume ou de celle de ses disciples.
La réponse de Voltaire fut virulente. Celui-ci, en s'adressant au roi de Suède Gustave III, dans une lettre datant de 12 novembre 1772, s'émut du contenu du texte de Ducarne :  Je ne sais quel goguenard de prêtre vient de publier une Lettre à M. de V*** par un de ses amis [...] Rien n'est plus adroit à un habitué de paroisse, que de prendre le ton goguenard avec le patriarche de Ferney, sur les matières en question. Cela n'a été lu de personne : ces bons apôtres qui nous fatiguent de leurs réponses, devraient bien apprendre de notre saint-père le pape les égards qui sont dus au patriarche.

## Ouvrages
- Méthode pour détruire les taupes, 1770, in-8°, avec figures.
- Traité de l'éducation économique des abeilles, où se trouve aussi leur histoire naturelle, Paris, 1771, 2 parties in-12, avec figures.
- Méthode pour recueillir les grains dans les années pluvieuses, et les empêcher de germer, Paris, 1771, in-12; ibid., 1784, et 1796, in-8°.
- Lettre à M. de V. (Voltaire) par un de ses amis sur l'ouvrage intitulé: l'Évangile du jour, Paris, 1771, in-8°.
- Deuxième lettre à Voltaire, 1772.
- Troisième lettre à Voltaire, 1773.
- Supplément au traité de l'éducation économique des abeilles, ou l'art de former soi-même les essaims quand on juge à propos de le faire sans être obligé d'attendre qu'ils viennent d'eux-mêmes. nouvelle édition, Paris, 1780. (la première édition date probablement de 1776, date du privilège).
- À la Nation française, aux consuls de la République, à toutes les nations maritimes du globe et à toutes les sociétés savantes de l'Europe, ou Moyens propres à sauver les équipages d'une partie des vaisseaux qui viennent échouer et périr à la côte, Paris, 1801, in-8°, avec figures.
- Observations sur quelques points intéressants d'artillerie, ou Lettre au général *** sur les expériences relatives au transport d'une corde par une bombe ou un boulet, qui ont eu lieu à Vincennes, le 22 ventôse[8] dernier., Paris, Blanchon, 1798.
- Traité de l'éducation économique des abeilles : auquel on a ajouté les nouvelles découvertes de M. Hubert sur cet insecte, Paris, 1802, in-12.

## Sources
- La vie agricole sous l'ancien régime dans le nord de la France, 1885, Paris, Guillaumin
- Bulletin de la Société académique de Laon, vol. 8, 1859, Paris, Librairie archéologique de Didron
- L'Année scientifique et industrielle, Volume 1 publié par Louis Figuier,Émile Gautier, page 302
- Bulletin de la société d'encouragement pour l'industrie nationale, publié avec l'approbation du Ministère de l'Intérieur. Quatrième année. Page 148
- La vie agricole sous l'ancien régime en Picardie et en Artois par le baron Albéric de Calonne
- La Picardie, revue historique, archéologique & littéraire, Volume 17, Dans sa séance du 12 mars la Société des Antiquaires de Picardie a entendu la lecture faite par Adolphe-Albert-Clément-Charles Hecquet de Roquemont
- Procès-verbaux de la Commission temporaire des arts, pub. et annotés par M. Louis Tuetey, 1912